# Armen Avanessian

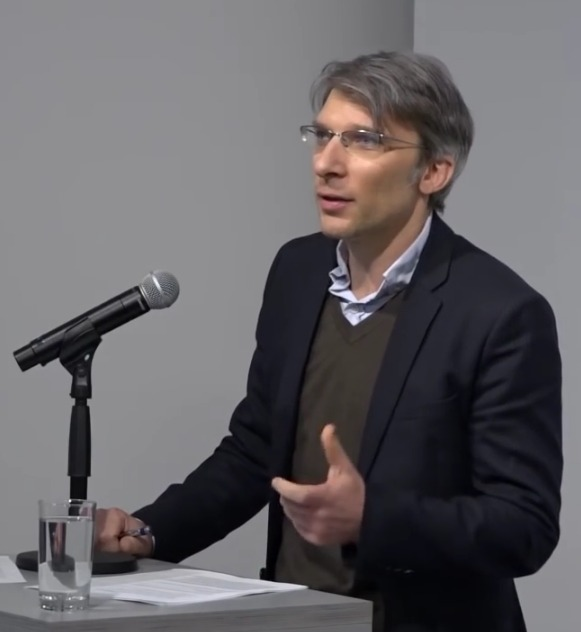
Armen Avanessian (2016)

Armen Avanessian (* 19. Juni 1973 in Wien) ist ein österreichischer Philosoph, Literaturwissenschaftler und politischer Theoretiker armenischer Herkunft. Einer breiteren Öffentlichkeit wurde er durch die Arbeit rund um Spekulativen Realismus und Akzelerationismus in Kunst und Philosophie bekannt.

## Leben
Armen Avanessian studierte Philosophie und Politikwissenschaft bei Jacques Rancière in Paris. Er wurde in Bielefeld bei Karl Heinz Bohrer mit der Dissertation Phänomenologie ironischen Geistes. Ethik, Poetik und Politik der Moderne promoviert. Avanessian arbeitete mehrere Jahre als freier Journalist, Redakteur (Le Philosophoire, Paris) und im Verlagswesen in London.
Von 2007 bis 2014 lehrte Avanessian am Peter-Szondi-Institut für Allgemeine und Vergleichende Literaturwissenschaft der Freien Universität in Berlin. Er war 2011 als Visiting Fellow am German Department der Columbia University und 2012 am German Department der Yale University. Seit 2013 ist er Gastdozent an verschiedenen Kunstakademien (Nürnberg, Wien, Basel, Kopenhagen, Kalifornien). 2011 gründete Armen Avanessian die bilinguale Recherche- und Publikationsplattform Spekulative Poetik, die Philosophen, Literaten und Künstler aus aller Welt im Dienste einer erst herzustellenden wissenschaftlichen Disziplin vereint. Von 2017 bis 2021 leitete er die Veranstaltungsreihe Armen Avanessian & Enemies im Roten Salon der Berliner Volksbühne, die von der Nemetschek-Stiftung unterstützt wurde. Zu Gast waren unter anderem Dirk Baecker, Evgeny Morozov, Leif Randt, Quentin Meillassoux, Ray Brassier, Robert Misik und Britta Thie.
Seit 2021 ist Avanessian Inhaber des Lehrstuhls für Medientheorie am Fachbereich Kulturwissenschaften und Kommunikationswissenschaften an der Zeppelin Universität in Friedrichshafen. Seine Antrittsvorlesung am 7. Februar 2022 behandelte das Thema „Algorithmen, neue Medien und das Flüchtigkeitsmanagement unsicherer Zukünfte“.
Avanessian ist mit der Kunstwissenschaftlerin Marie-France Rafael liiert, mit der er einen Sohn hat.

## Werk
Nach seiner Dissertation, die sich mit Phänomenen an der Schnittstelle von Kunst, Politik und Philosophie beschäftigte, konzentrierte sich Avanessian auf die Ausarbeitung eines neuen literaturtheoretischen und sprachphilosophischen Forschungsansatzes. Gemeinsam mit fachlichen Kollegen wie Anke Hennig arbeitete er ab 2011 verstärkt an einer Verbindung neuer spekulativ-ontologischer Ansätze mit den sprachphilosophischen Theorien des 20. Jahrhunderts, vornehmlich in den gemeinsam geschriebenen Monografien Präsens. Poetik eines Tempus (Diaphanes, Berlin 2012) und Metanoia. Spekulative Ontologie der Sprache (Merve, Berlin 2014). Er transportierte außerdem den Akzelerationismus maßgeblich als Richtung der politischen Philosophie in den deutschsprachigen Raum. Für die Bemühungen um seine post-kapitalistischen Ideen und Publikationen wurde Avanessian 2015 vom Wired-Magazin als einer der wichtigsten Vordenker des Jahres benannt.
Mit dem Berliner Regisseur Christopher Roth produzierte er den 2016 erschienenen Film Hyperstition, der unter Zuhilfenahme von Ontologie, Science Fiction und soziologischen Themen das Konzept „Zeit“ hinterfragt. Der Film ist aus Gesprächen mit namhaften Philosophen und solchen einer jüngeren Generation zusammengesetzt und wurde auf verschiedenen Kunstfestivals in Europa und den USA gezeigt.
Als zentraler Teil von Avanessians Arbeit muss mittlerweile seine außerakademische Tätigkeit betrachtet werden. Das betrifft sowohl viel diskutierte publizistische Bezugnahmen zu aktuellen politischen Themen wie der Flüchtlingsfrage, eine Vielzahl an Vorträgen im deutschsprachigen, aber auch im internationalen Kunst- und Kulturbereich, sowie eine Vielzahl an Interviews und intellektuellen Porträts. Jenseits des klassischen akademischen Mainstreams gelingt es Avanessian auch immer wieder, neue Begriffe und theoretische Konstellationen in den öffentlichen Diskurs zu schmuggeln, wobei es sich dabei teilweise um Neologismen, teilweise um bereits zuvor in kleineren Zirkeln geläufige Begriffe handelt, die Avanessian als Herausgeber gewissermaßen auf neue Weise produziert und für den deutschen Kontext präpariert. Beispiele hierfür sind „Spekulativer Realismus“, „Akzeleration“, „Xenofeminismus“, „Hyperstition“ oder zuletzt das Konzept des „Zeitkomplex: Postcontemporary“. Hyperstition ist hierbei nicht nur ein weiterer Begriff, sondern beschreibt zugleich eine Methode: die aus der Zukunft in die Gegenwart gerichtete Verwirklichung von Ideen oder Fiktionen.
Viele von Avanessians Büchern wurden in mehrere Sprachen übersetzt, darunter ins Englische, Russische, Niederländische, Spanische und Französische.

### Kunst
Avanessians Tätigkeit im Kunstfeld wird unter anderem als die eines postkontemporären Künstlers verstanden, der spekulative Fragestellung in Philosophie und bildender Kunst zu verbinden und allgemein verständlich aufzubereiten versucht. Neben klassischen Veröffentlichungen in Print, Filmprojekten und seiner Arbeit als Gastdozent, nutzt er dazu auch immer wieder Kunstfestivals und Ausstellungsmöglichkeiten. So basierte das „Tomorrow Today / curated by_vienna“-Galerienfestival 2015 auf Avanessians gleichnamigem Essay und verband die Kunst von 20 renommierten Kuratoren mit dem Gedanken eines realen Post-Kapitalismus.
Im Rahmen der 9. Berlin Biennale vom 4. Juni bis 18. September 2016 leitete Avanessian den zehntägigen Young Curators Workshop, der sich mit Alternativen zu den ökonomischen und politischen Modellen der zeitgenössischen Kunst beschäftigte. Ein analoges Ungenügen an dem Status quo politischer Theorie oder Praxis, sowie der meist nur postulierten Effekte politischer Kunst, führte zur Idee eines demokratisch-transparenten Geheimdienstes DISCREET, den Avanessian als Künstler auf der Berlin Biennale im Sommer 2016 im Rahmen des mehrwöchigen Projektes gemeinsam mit Alexander Martos gründen wird.
Armen Avanessian schreibt regelmäßig für Kunstmagazine wie Spike, Texte zur Kunst und DIS Magazine und thematisiert Kunst immer wieder auch im philosophischen Kontext. Für verschiedene Veröffentlichungen im Merve Verlag, bei Sternberg Press und in filmischer Form arbeitet er seit mehreren Jahren auch projektübergreifend mit dem Zeichner Andreas Töpfer zusammen.

### Schriften

#### Autor
- Phänomenologie ironischen Geistes – Ethik, Poetik und Politik der Moderne. Fink, München 2010, ISBN 978-3-7705-4266-6.
- mit Anke Hennig: Präsens – Poetik eines Tempus. Diaphanes, Berlin 2012, ISBN 978-3-03734-223-7.
- mit Anke Hennig: Metanoia. Spekulative Ontologie der Sprache. Merve, Berlin 2014, ISBN 978-3-88396-351-8.
- mit Andreas Töpfer: Speculative Drawing. Sternberg Press, Berlin 2014, ISBN 978-3-95679-044-7.
- Überschrift. Ethik des Wissens – Poetik der Existenz. Merve, Berlin 2014, ISBN 978-3-88396-365-5.
- Irony and the Logic of Modernity. De Gruyter, Berlin 2015, ISBN 978-3-11-030220-2.
- Miamification. Merve, Leipzig 2017, ISBN 978-3-88396-389-1.
- Metaphysik zur Zeit. Merve, Leipzig 2018, ISBN 978-3-96273-016-1.
- mit Anke Hennig: I – I Spekulative Poetik von Feminismus, Algorithmik, Politik und Kapital. Merve, Leipzig 2019, ISBN 978-3-96273-042-0.
- mit Anke Hennig: ONE + ONE Spekulative Poetik von Feminismus, Algorithmik, Politik und Kapital. Merve, Leipzig 2019, ISBN 978-3-96273-045-1.
- Konflikt. Von der Dringlichkeit, Probleme von morgen schon heute zu lösen, Ullstein, Berlin 2022, ISBN 978-3-550-20179-0.
- mit Daniel Falb: Planeten Denken. Hyper-Antizipation und Biografische Tiefenzeit. Merve, Leipzig 2024, ISBN 978-3-96273-080-2.

#### Artikel
- Accelerating Academia: On Hyperstition in Theory. In: Václav Janošcík, Vít Bohal, Dustin Breitling (Hrsg.): Reinventing Horizons. display, Prague, S. 77–97.
- Reading Political Theories (not) Reading. Towards a Contemporary Realism of Reference. In: Anneka Esch-van Kan, Stephan Packard, Philipp Schulte (Hrsg.): Thinking – Resisting – Reading the Political. Current Perspectives on Politics and Communities in the Arts. Vol. 2, Diaphanes, Zürich, Berlin 2013, S. 221–230.
- Aesthetics of Form Revisited. In: Armen Avanessian, Luke Skrebowski (Hrsg.): Aesthetics and Contemporary Art. Sternberg Press, Berlin 2011, S. 31–50.
- Das spekulative Ende des ästhetischen Regimes. In: Texte zur Kunst #93: ‚Spekulation‘. März 2014, S. 52–65.
- Old (art) wine in a new (theory) bottle? On materialistic art and materialism. In: OCTOBER Magazine. S. 8–10.

#### Herausgeber
- mit Luke Skrebowski: Aesthetics and Contemporary Art. Sternberg Press, 2011, ISBN 978-1-934105-52-8.
- mit anderen Autoren: Form – Zwischen Ästhetik und künstlerischer Praxis. diaphanes, ISBN 978-3-03734-294-7.
- mit Gabriele Brandstetter und Franck Hofmann: Die Erfahrung des Orpheus. Wilhelm Fink Verlag, 2010, ISBN 978-3-7705-4927-6.
- mit Franck Hofmann: Raum in den Künsten: Konstruktion – Bewegung – Politik. Wilhelm Fink Verlag, 2010, ISBN 978-3-7705-4658-9.
- mit Winfried Menninghaus und Jan Völker: Vita aesthetica – Szenarien ästhetischer Lebendigkeit. diaphanes, ISBN 978-3-03734-075-2.
- Realismus Jetzt. Spekulative Philosophie und Metaphysik für das 21. Jahrhundert. Merve, Berlin 2013, ISBN 978-3-88396-285-6.
- mit Björn Quiring: Abyssus Intellectualis. Spekulativer Horror. Abb. von Andreas Töpfer. Merve, Berlin 2013, ISBN 978-3-88396-342-6.
- #Akzeleration. Merve, Berlin 2013, ISBN 978-3-88396-350-1.
- mit Robin Mackay: #Akzeleration#2. Merve / Urbanomic, 2014, ISBN 978-3-88396-359-4.
- mit Robin Mackay: #Accelerate – The Accelerationist Reader. Urbanomic / Merve, 2014, ISBN 978-0-9575295-5-7.
- mit Jan Niklas Howe: Poetik – Historische Narrative, aktuelle Positionen. Kulturverlag Kadmos, 2014, ISBN 978-3-86599-226-0.
- mit Anke Hennig und Steffen Popp: Poesie und Begriff. diaphanes, ISBN 978-3-03734-709-6.
- mit Sophie Wennerscheid: Kierkegaard and Political Theory – Religion, Aesthetics, Politics and the Intervention of the Single Individual. Museum Tusculanum Press, 2015, ISBN 978-87-635-4154-1.
- mit Helen Hester: dea ex machina. Merve, Berlin 2015, ISBN 978-3-88396-369-3.
- mit Gerald Nestler: Making of Finance. Merve, Berlin 2015, ISBN 978-3-88396-374-7.
- mit Christoph Cox, Jenny Jaskey und Suhail Malik: Realismus | Materialismus | Kunst. Merve, Berlin 2016, ISBN 978-3-88396-364-8.
- mit Suhail Malik: Der Zeitkomplex. Postcontemporary. Mit Abb. von Andreas Töpfer. Merve, Berlin 2016, ISBN 978-3-88396-380-8.
- mit Fatima Al Qadiri, Monira Al Qadiri, Sophia Al-Maria: Ethnofuturismen. Merve, Leipzig 2018, ISBN 978-3-96273-004-8.

### Film
Hyperstition, 2016, Christopher Roth, Armen Avanessian, 100 Minuten, Dokumentarfilm über Zeit und Narrativ, Gedanken und Bilder, Denken und Philosophie in Anthropologie, Design, Ökonomie, Linguistik, Mathematik und Politik.